# Striker (Band)
Striker ist eine kanadische Heavy-Metal-Band aus Edmonton, die im Jahr 2007 gegründet wurde.

## Geschichte
Die Band wurde im Jahr 2007 von dem Gitarristen Ian Sandercock und Sänger Dan Cleary gegründet. Im Sommer 2008 wurde die Besetzung vervollständigt und es folgte die EP Road Warrior bei Iron Kodex Records. Der Veröffentlichung folgte eine Tour durch Europa, darunter waren auch Auftritte auf dem deutschen Keep It True und dem spanischen Pounding Metal im Frühling 2010. Die Tour musste jedoch aufgrund von Vulkanaktivitäten abgebrochen werden. Aus diesem Vorfall entstand das spätere Lied Fuck Volcanoes. Im selben Jahr erschien ihr Debütalbum Eyes in the Night. Die Band trat zusammen mit Bands wie Sacrifice, 3 Inches of Blood, Raven und Sodom auf. 2010 tourte die Band außerdem durch Kanada. Anfang 2011 folgte eine Tour durch Europa, die einen Auftritt auf dem Metal Assault einschloss. 2012 erschien mit Armed to the Teeth ihr nächstes Album.
Gründungsmitglied Sandercock verließ mit Bassist Dave Arnold 2013 die Band. Es dauerte bis 2014, bis das neue Lineup durch Timothy Brown und Wild Bill vervollständigt wurde. Mit dieser Besetzung wurde City Of Gold eingespielt. Für die Nachfolger Stand in the Fire und Play to Win musste Adam Brown am Schlagzeug aus gesundheitlichen Gründen durch Randy Black (Ex-Primal-Fear) ersetzt werden, der die Band auch auf der Bühne nach dem 2017 erschienenen Striker-Album unterstützte. 2019 musste Adam Brown endgültig seine Drummerposition aufgeben und wurde durch Jonathan Webster ersetzt.
2020 wurden Striker mit dem Juno Award für Play to Win als Metal-Album des Jahres ausgezeichnet.

## Stil
Die Band orientiert sich am klassischen Heavy-, Speed- und Thrash-Metal der 1980er-Jahre und wird dabei mit Gruppen wie Enforcer, RAM, In Solitude, High Spirits, Züül und White Wizzard verglichen.

## Diskografie
- 2008: Demo (Demo, Eigenveröffentlichung)
- 2009: Road Warrior (EP, Iron Kodex Records)
- 2010: Eyes in the Night (Album, Iron Kodex Records)
- 2012: Armed to the Teeth (Album, Napalm Records)
- 2014: City of Gold (Album, Napalm Records)
- 2015: Too Late (Single, Eigenveröffentlichung)
- 2016: Stand in the Fire (Album, Record Breaking Records)
- 2017: Striker (Album, Record Breaking Records)
- 2018: Play to Win (Album, Record Breaking Records)
- 2024: Ultrapower (Album, Record Breaking Records)